# Óscar de Lemos
Óscar de Sousa Lemos (* 1906 in Viana do Castelo; † 10. Dezember 1954 in Lissabon) war ein portugiesischer Schauspieler.

## Werdegang
Er besuchte das Lissabonner Lyzeum Gil Vicente, ging dann aber vorzeitig von der Schule ab, um Geschäftsmann zu werden. Er bewegte sich in der Bohème der Hauptstadt und sang im humoristischen Orquestra Aldrabófona, das in der Hochphase der Radiounterhaltung in den 1930er Jahren einigen Erfolg im Rádio Clube Português hatte.
Dort lernte er den Regisseur Jorge Brum do Canto kennen, der ihn für seinen Film A Canção da Terra engagierte. Seine Darstellung erregte einige Aufmerksamkeit und er erhielt fortan einige Rollen im aufkommenden Portugiesischen Film.
Anfang der 1940er Jahre wandte er sich auch dem Revuetheater zu. 1940 trat er in Ora Vai Tu!... im Teatro Maria Vitória auf, 1941 folgte O Jogo da Laranjinha im Teatro da Trindade.
Ab 1945 spielte er im Spanischen Kino, wandte der Schauspielerei 1946 aber den Rücken und widmete sich fortan wieder seinem Unternehmen.
1954 starb er überraschend.

## Rezeption
Der gutaussehende und Lebensfreude ausstrahlende Lemos bestach durch seine Präsenz und seine kraftvollen, dabei gelegentlich auch komischen Darstellungen. Trotz seiner kurzen Karriere blieb er als Titelheld in João Ratão (1940) und seinen meist sympathischen, singenden Hauptrollen in anderen Erfolgsfilmen der Hochzeit des Portugiesischen Films in Erinnerung, insbesondere in einigen bis heute populären Comédias portuguesas.

## Filmografie
- 1938: A Canção da Terra, Regie: Jorge Brum do Canto
- 1938: A Hora H, Regie: Jorge Brum do Canto
- 1939: Aldeia da Roupa Branca, Regie: Chianca de Garcia
- 1940: João Ratão, Regie: Jorge Brum do Canto
- 1941: Porto de Abrigo, Regie: Adolfo Coelho
- 1943: Amor de Perdição, Regie: António Lopes Ribeiro
- 1944: A Menina da Rádio, Regie: Arthur Duarte
- 1945: A Noiva do Brasil, Regie: Santos Mendes
- 1945: Cero en conducta, Regie: Fyodor Ozep, José María Téllez
- 1946: Un ladrón de guante blanco, Regie: Ricardo Gascón
- 1946: Es peligroso asomarse al exterior , Regie: Arthur Duarte, Alejandro Ulloa (sr.)